# Gus Van Sant
Gus Van Sant, né le 24 juillet 1952 à Louisville (Kentucky), est un réalisateur, scénariste, producteur, monteur, photographe et musicien américain. Il a longtemps vécu à Portland dans l'Oregon, ville qui sert de cadre à nombre de ses films. Après des débuts comme cinéaste indépendant avec notamment le film My Own Private Idaho, il se rapproche de l'industrie hollywoodienne avec des films de commande comme Prête à tout ou Will Hunting, récompensé aux Oscars.
Il revient ensuite à un cinéma éloigné des pressions financières et artistiquement indépendant avec ce que des critiques ont appelé sa « tétralogie de la mort », comprenant Elephant, librement inspiré de la tuerie de Columbine (Palme d'or au Festival de Cannes 2003), et Last Days qui conte sa vision des derniers jours du chanteur Kurt Cobain.
Sa carrière connaît un nouveau tournant en 2008 avec Harvey Milk, un film très personnel (il reprend le thème de l'homosexualité) mais qui se veut populaire. Il est couronné par plusieurs oscars et connaît un grand succès public.

## Biographie

### Vie personnelle
Gus Van Sant est né à Louisville, Kentucky, aux États-Unis. Il est le fils de Betty Seay et Gus Green Van Sant Sr, un descendant des colons belges. Son père gagne sa vie en confectionnant des vêtements tout en voyageant régulièrement en tant qu'agent commercial.
Gus Van Sant sort diplômé de la Rhode Island School of Design en 1970.
Durant ces années de découverte, il peint et réalise des courts-métrages autobiographiques. Parmi ses camarades de classe se trouvent David Byrne et d’autres membres du groupe de rock Talking Heads.
Gus Van Sant est ouvertement homosexuel depuis les années 1990.

### Débuts comme cinéaste indépendant

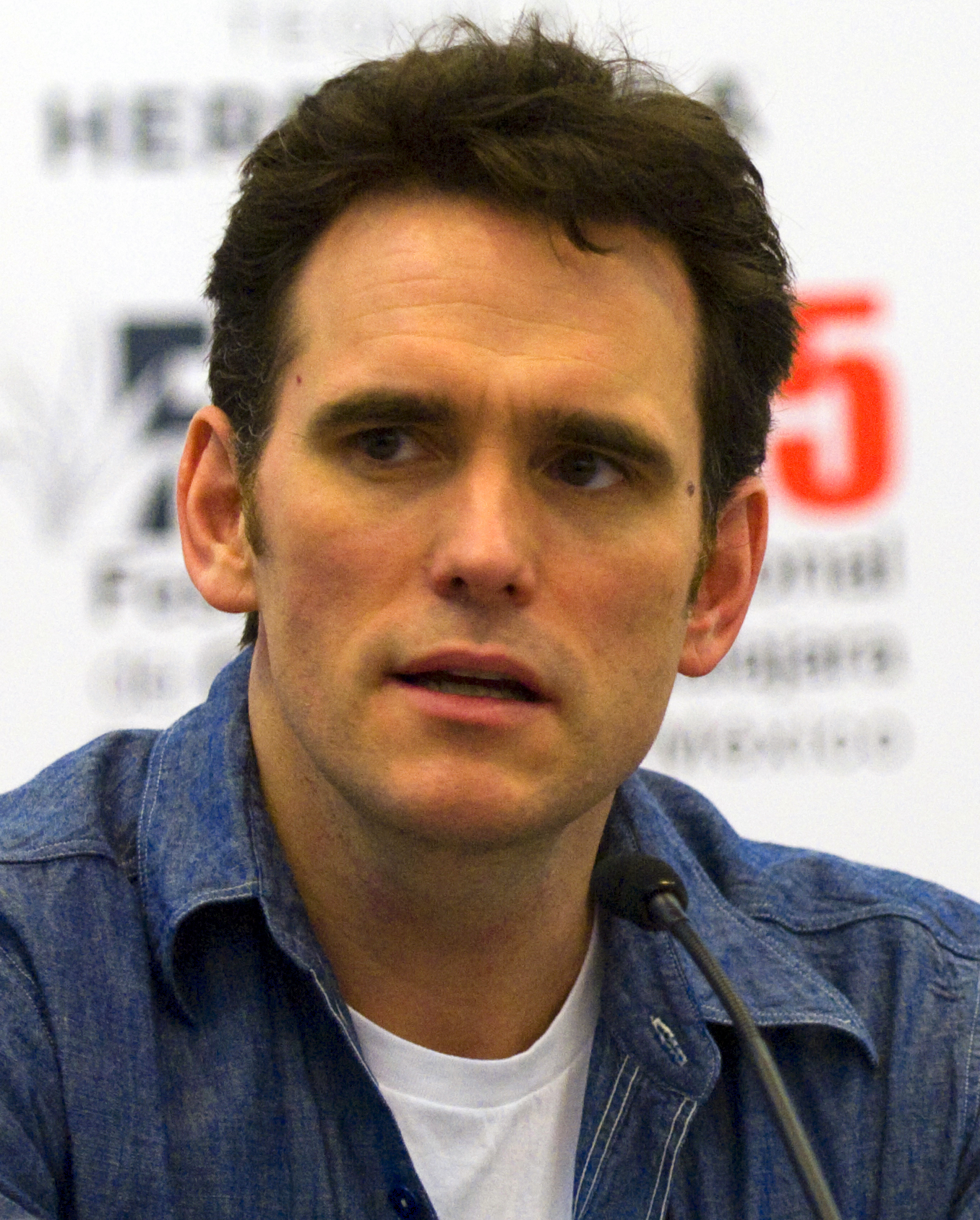
Matt Dillon, interprète de Drugstore Cowboy et de Prête à tout.

En 1977, Gus Van Sant se trouve à Portland où il travaille comme preneur de son sur le premier film de la réalisatrice franco-américaine Penny Allen, Property,, qui met en scène dans leurs propres rôles des artistes de la Beat generation. Il y découvre Walt Curtis (en), écrivain dont Penny Allen lui offre le livre Mala Noche, un court récit semi-autobiographique. Gus Van Sant revient ensuite vivre à Los Angeles où il tourne un court-métrage librement inspiré de William S. Burroughs, The Discipline of DE (1978). En 1981, il tourne un long-métrage qu'il est contraint de ramener à une durée de 45 minutes, Alice in Hollywood, histoire d'illusions perdues par une jeune fille tentant de percer à Hollywood. Aucun de ces films n'est remarqué par la critique ou le public.
Van Sant s'installe à New York pendant plus de deux ans et y travaille comme assistant de production dans une agence de publicité. Il décide alors d'adapter Mala Noche, notamment parce qu'il cherche une raison de revenir vivre à Portland. Il économise 22 000 dollars pour le financer. Filmé en 16 mm et en noir et blanc, le film, rattaché à la mouvance underground, raconte l'histoire d'un amour non réciproque entre un américain et un jeune clandestin mexicain. Van Sant se fait remarquer grâce à la présentation du film dans de nombreux festivals et à l'enthousiasme du Los Angeles Times qui nomme Mala Noche « Meilleur Film indépendant » de l'année 1985.
Il écrit ensuite ce qui deviendra le scénario de My Own Private Idaho : de nouveau un film sur des personnages qui habitent Portland, qui seront cette fois des prostitués, interprétés par des acteurs non professionnels. Le coût estimé est vingt fois supérieur à celui de Mala Noche, mais néanmoins sous les 500 000 dollars, ce qui reste un petit budget pour un film indépendant. Pourtant, le milieu de la prostitution tout comme certains choix de scénario (les plans oniriques présents dans le film) rebutent la plupart des producteurs. Gus Van Sant écrit alors un scénario de secours, celui de Drugstore Cowboy, qui est financé beaucoup plus facilement. Le film, un road movie où quatre jeunes drogués à la recherche d'argent braquent des pharmacies afin de combler leur état de manque, est réalisé en 1989. Il connaît un grand succès et relance la carrière de Matt Dillon.
À la sortie de Drugstore Cowboy, Gus Van Sant est approché par Universal : on lui propose de choisir un film dans le catalogue de la compagnie pour en faire un remake. Le cinéaste n'aimant pas l'idée de partir d'un film existant pour, en se détachant du travail effectué par le réalisateur d'origine, « refaire le film à sa propre sauce », il propose de prendre le célèbre film d'Alfred Hitchcock Psychose pour le refaire en couleur et plan par plan. L'idée parait ridicule à la production qui en reste là. Par la suite Gus Van Sant envisagera de nouveau, régulièrement, cette idée avec Universal : la production ne s'intéressera pas à cette idée, le cinéaste refusera toute autre proposition, jusqu'au succès de Will Hunting qui lui permettra enfin de faire ce film en 1998.

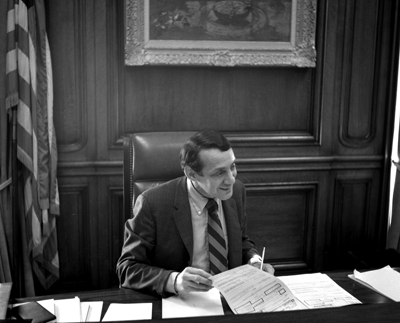
L'homme politique homosexuel Harvey Milk sur qui Gus Van Sant tente de réaliser un film dès le milieu des années 1990 (le film ne sera finalement tourné qu'en 2008).

Par ailleurs, pendant la post-production de Drugstore Cowboy, s'est répandue la rumeur que Gus Van Sant serait « le « new hot director » du cinéma indépendant alors en pleine explosion ». Il cherche alors de nouveau à faire financer le scénario de My Own Private Idaho. Comme sa collaboration avec Matt Dillon s'est révélée fructueuse sur Drugstore Cowboy, il décide de tourner avec de jeunes acteurs professionnels qui commencent à être connus : Keanu Reeves vient de jouer dans le succès commercial Point Break et a déclaré vouloir opter pour des films indépendants. Gus Van Sant le contacte et l'acteur donne rapidement son accord. Le réalisateur a plus de difficultés avec River Phoenix, à qui il doit transmettre le scénario sans passer par son agent et qui ne consent à jouer dans le film qu'une fois certain que Reeves l'a aussi accepté. En 1991, sort donc My Own Private Idaho, produit par New Line Cinema. Le film explore une relation complexe entre deux prostitués masculins tout en s'interrogeant sur les notions d'identité, d'amitié amoureuse et de famille. Il remporte le Prix du meilleur scénario aux Independent Spirit Awards et vaut à River Phoenix la Coupe Volpi du meilleur acteur à la Mostra de Venise.

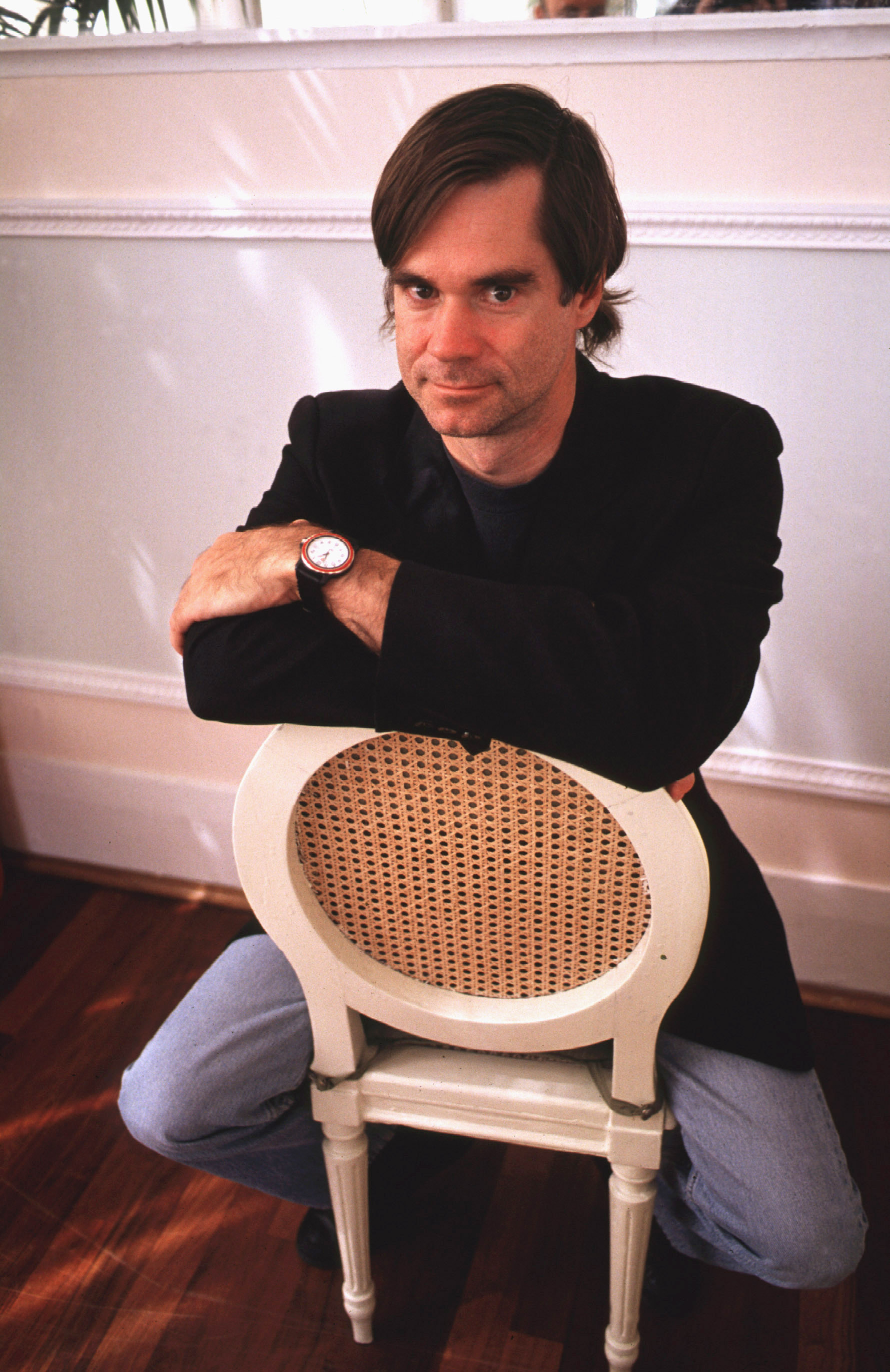
Le cinéaste à la Mostra de Venise, en septembre 1993.

Fort de ce succès grandissant, Van Sant entreprend en 1993 d'adapter le roman de Tom Robbins, Even Cowgirls Get the Blues, avec Uma Thurman, John Hurt et Keanu Reeves. Plus gros budget du réalisateur à l'époque avec 8,5 millions de dollars (trois fois celui de ses deux précédents films), le film est un échec critique et commercial qui compromet un temps sa carrière.
D'après Stéphane Bouquet et Jean-Marc Lalanne, il est possible de voir la filmographie de Gus van Sant comme une série de cycles structurés non pas par des thèmes ou des questions stylistiques mais par un positionnement par rapport au cinéma des États-Unis (cela sans que le réalisateur ait jamais revendiqué travailler par cycles). Ce début de carrière (les quatre premiers longs métrages) est donc celui d'un cinéaste indépendant : dans ce cycle, se retrouvent les thèmes de l'abandon, de la route, de l'homosexualité masculine ou féminine. Le style de ces quatre films a en commun de comporter beaucoup d'effets de montage. Ce terme de cinéaste indépendant doit se comprendre néanmoins dans le sens du courant du cinéma indépendant nord-américain qui est un système très organisé « avec son circuit, ses instances de légitimation (Sundance...) propres ».[pas clair]
Après l'échec de Even Cowgirls Get the Blues, Gus Van Sant se lance dans ce qui sera l'un de ses projets les plus lourds en termes de production : une biographie d'Harvey Milk, homme politique homosexuel assassiné en 1978 à San Francisco. Il développe le projet pour la Warner Bros., en collaboration avec Oliver Stone, sur un scénario adapté de la biographie de Randy Shilts, The Mayor of Castro, publiée en 1982. C'est alors Robin Williams, particulièrement « bankable » après son rôle dans le grand succès commercial Madame Doubtfire, qui doit tenir le rôle-titre. Mais après plusieurs mois de travail, Van Sant n'arrive pas à se mettre d'accord sur un scénario avec Oliver Stone et la production. Le projet est abandonné plusieurs années (voir article Wikipedia anglophone « development hell »).

### Un cinéaste hollywoodien
Gus Van Sant, venant de subir un important échec commercial, et devant de plus surmonter sa déception quant à l'arrêt de la production de son film sur Harvey Milk, ressent alors le besoin de faire un nouveau film rapidement. Il accepte une commande de Columbia Pictures, Prête à tout (To Die For), adaptation d'un roman de Joyce Maynard, lequel est inspiré d'un fait divers célèbre aux États-Unis, ayant occasionné le premier procès intégralement retransmis à la télévision. Il s'agira de son premier film avec un budget important réalisé pour un grand studio. C'est aussi la première fois que Gus Van Sant réalise un film à partir d'un fait divers (même s'il s'inspire d'un livre où les noms des personnages ont été changés et où des éléments de fiction ont été ajoutés) ; les films basés sur des événements réels, même s'ils sont vus à travers plusieurs filtres et réécrits, formeront une forte proportion de l'œuvre ultérieure de Gus Van Sant. Il s'agit ici d'une comédie grinçante sur les ambitions sans limites d'une jeune présentatrice météo, jouée par Nicole Kidman. On retrouve également Matt Dillon dans le rôle du mari et un jeune frère de River Phoenix, Joaquin Phoenix, dans l'un de ses premiers rôles. Le film est un immense succès qui permet ensuite au réalisateur de choisir les projets qui lui plaisent. Cette « métamorphose » en réalisateur hollywoodien est l'une des premières transformations de ce cinéaste dont l'œuvre va connaître souvent des changements radicaux. Ce nouveau cycle, qui va de Prête à tout à À la rencontre de Forrester, voit Gus van Sant devenir un cinéaste en lien avec l'industrie du cinéma nord-américaine : il travaille sur des commandes, à partir de scénarios écrits par d'autres, et réalise des films de genre (comédie, thriller). « L'auteur mue en artisan », et une partie de la critique qui avait aimé ses premières œuvres se détourne de lui, estimant que ces nouveaux films manquent de personnalité.
La même année, il s'essaie à la production, devenant producteur exécutif de Larry Clark sur son film Kids. Les deux cinéastes auront d'ailleurs en commun de filmer l'adolescence, mais ce d'une manière très différente : quand Clark la filme de l'intérieur, d'une manière « brutale et vitaliste », Van Sant « la magnifie dans une mélancolie mortifère ».

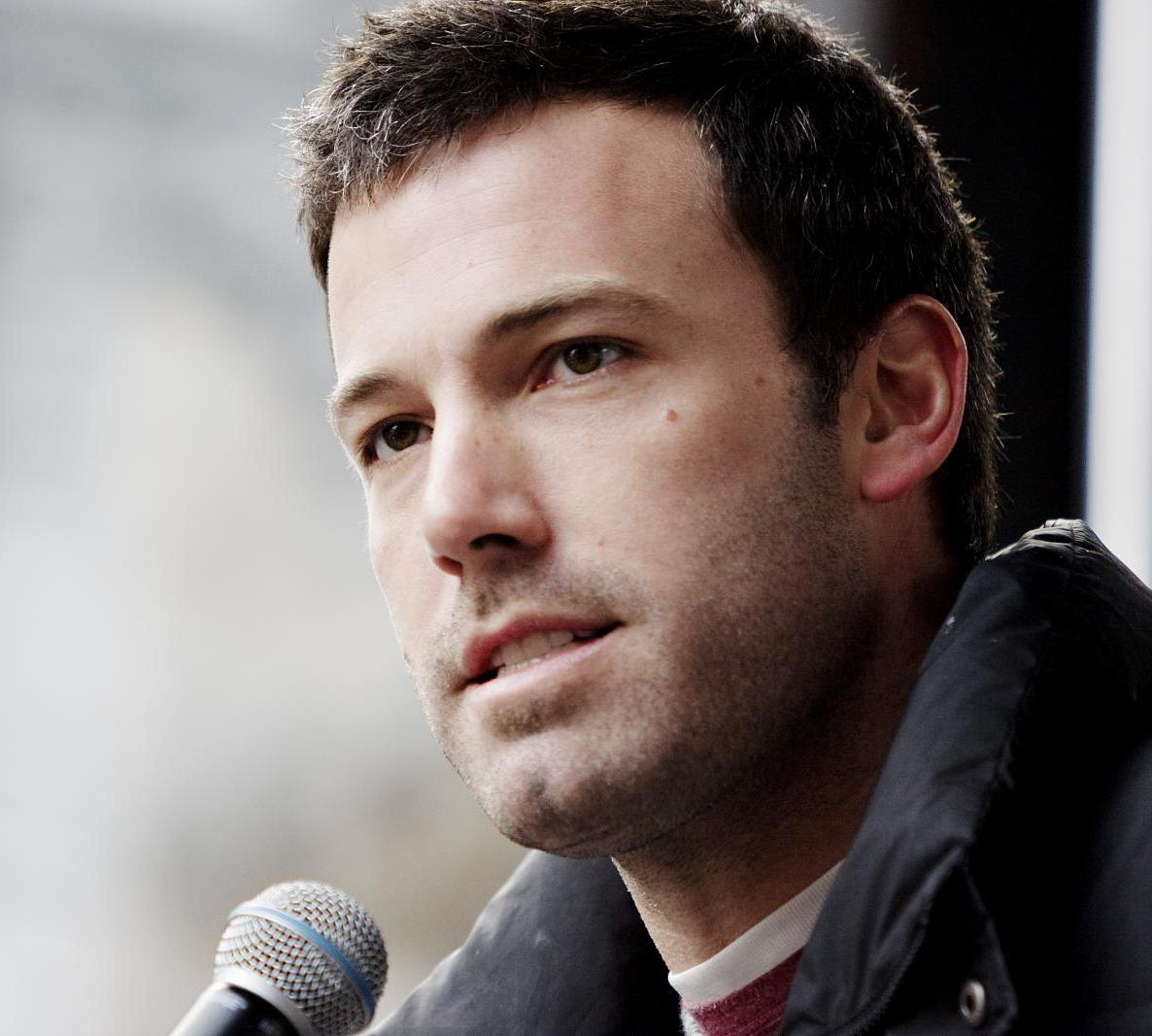
Ben Affleck qui débute comme acteur dans Will Hunting dont il est aussi coscénariste

En 1997, Gus Van Sant tourne pour la première fois un film dont il n'a pas écrit le scénario : Will Hunting (Good Will Hunting) dont Matt Damon et Ben Affleck sont à la fois les acteurs et les scénaristes. Cette histoire d’un fils de prolétaires turbulent qui s'avère être un génie des mathématiques remporte un succès critique et commercial planétaire avec 220 millions de dollars de recettes et plusieurs nominations aux Oscars, dont une pour le meilleur film et une pour le meilleur réalisateur. Le film remporte deux statuettes : Meilleur scénario pour Damon et Affleck, et Meilleur second rôle pour Robin Williams.
Grâce au succès de Will Hunting, le projet de Gus Van Sant de remake de Psychose peut enfin voir le jour. En effet, afin de pouvoir dire qu'il va travailler avec eux, plusieurs grands studios sollicitent le cinéaste dans la semaine qui précède la cérémonie des Oscars. Parmi ces studios se trouve Universal à qui Gus Van Sant soumet de nouveau son idée de remake, pour laquelle la production se montre cette fois enthousiaste. Le film qui en résulte, Psycho, sans être un échec, divise la critique et les cinéphiles. En revanche, il inspire le monde de l’art et la critique universitaire pour son discours sur l’influence, le modèle esthétique, la répétition et l'imitation.[précision nécessaire]
La même année, Gus Van Sant publie un roman : Pink, une plongée autobiographique, sous couvert de fiction, dans le deuil impossible de River Phoenix, mort brutalement en 1993.
Van Sant retrouve l’estime du public en 2000 avec À la rencontre de Forrester (Finding Forrester), drame narrant la rencontre d’un jeune lycéen du Bronx (interprété par Rob Brown) et d’un écrivain reclus et misanthrope (interprété par Sean Connery).

### La «tétralogie de la mort»
Gus Van Sant va revenir ensuite à un cinéma « débarrassé de toute pression financière autant qu'esthétique » avec ce qu'il est de coutume d'appeler « la tétralogie de la mort » ou « la trilogie de la mort plus un. » Le récit et la mise en scène sont plus épurés, avec des films qui parfois se rapprochent des vidéos d'artistes ; Gus Van Sant se détache autant du cinéma d'Hollywood que du courant majoritaire du cinéma indépendant nord-américain.

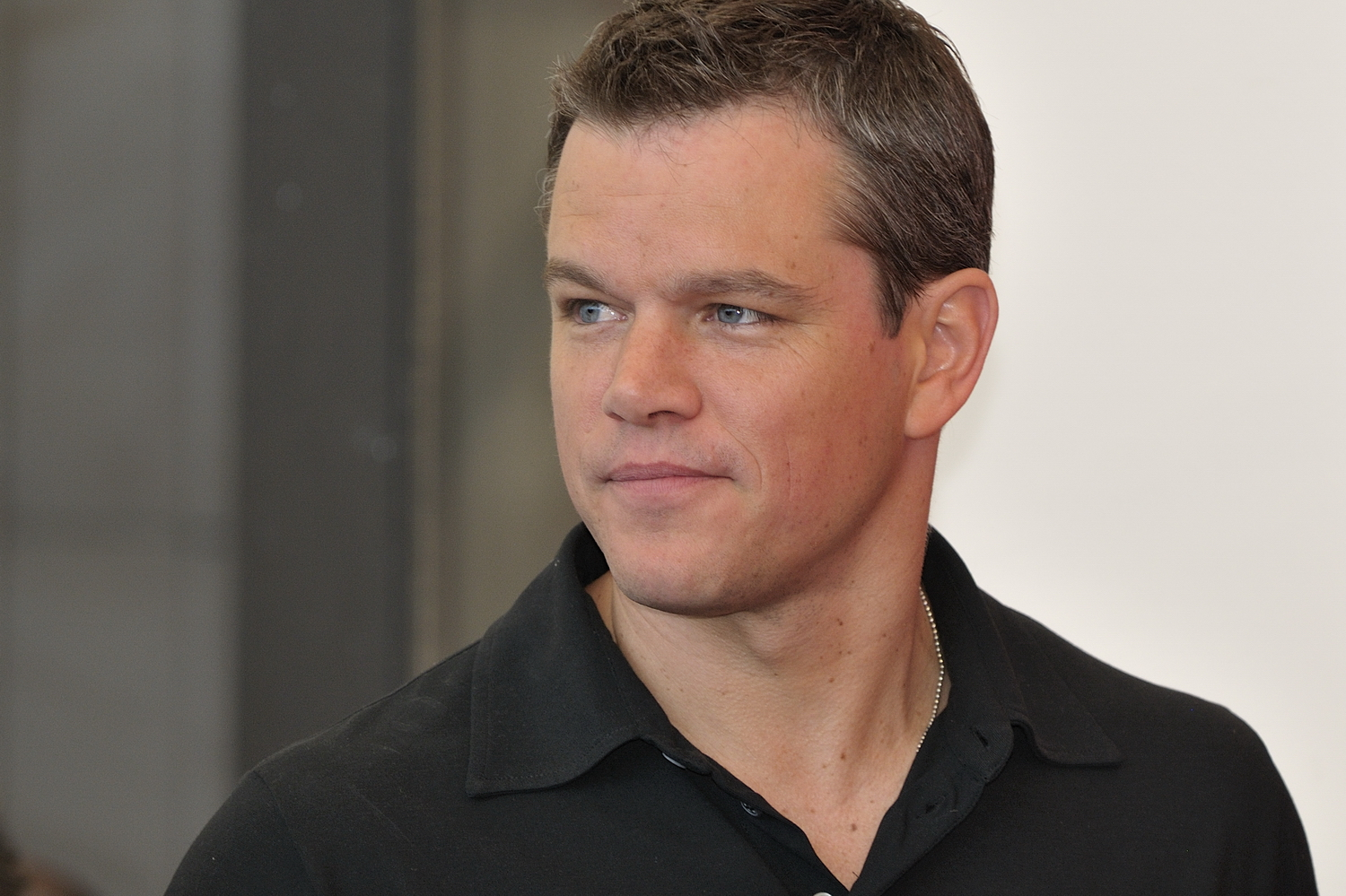
Matt Damon, qui a commencé sa carrière avec Will Hunting et qui incarne l'un des deux Gerry.

Ainsi, désireux de revenir à un cinéma plus exigeant mais aussi plus minimaliste, Gus Van Sant s'entoure de Matt Damon et Casey Affleck (frère de Ben Afleck et futur époux de Summer Phoenix, sœur de River et Joaquin Phoenix), qui s'inspirent très librement d'un fait divers afin d'écrire le scénario de Gerry, sorti en salles en 2002. Ce film expérimental se veut proche du théâtre de l'absurde et va ostensiblement à rebours des codes dramaturgiques et esthétiques dominants de l'industrie hollywoodienne. Il suit les interminables déambulations, dans un désert, de deux hommes nommés Gerry dont on ignore le lien réciproque.
Pendant l'année de latence, avant la sortie de Gerry, Van Sant travaille sur son film suivant : Elephant. À la suite des sollicitations de la chaîne HBO et de l'actrice-productrice Diane Keaton[réf. nécessaire], il accepte d'adapter, en fiction, le massacre du lycée Columbine en 1999. Comme à son habitude, Van Sant déplace l'action dans sa ville natale de Portland où il fait jouer de nombreux adolescents non-professionnels, choisis sur place. Le film raconte à travers le point de vue de plusieurs adolescents et sur l'espace d'une journée, la tragédie du massacre organisé dans un lycée. Éclairé par le chef opérateur de Gerry, Harris Savides, Elephant se conçoit comme une vision kaléidoscopique, labyrinthique et fondamentalement insaisissable de l'adolescence nord-américaine et de ses dérives meurtrières.[réf. nécessaire] L'œuvre malmène la chronologie et se compose de nombreux plans de dos, ainsi que de longs plans-séquences aux travellings fluides et à la lumière très travaillée, marquant ainsi l'influence première du film de 1989 réalisé par Alan Clarke, également nommé Elephant.
Le film déclenche une polémique lors de sa présentation au Festival de Cannes 2003 mais le jury (présidé par Patrice Chéreau) est conquis et lui attribue la Palme d'or ainsi que le Prix de la mise en scène.
Gus Van Sant souhaite ensuite faire un film sur ce qu'ont pu être les derniers moments du chanteur du groupe Nirvana, Kurt Cobain avant son suicide en 1994. Vivant alors à Portland, dans une maison « trop vaste pour [lui] », comparable par sa taille et son architecture à celle qu'habitait Cobain, il imagine que le chanteur a pu se sentir aussi mal que lui dans une demeure affichant ainsi ostensiblement sa « réussite sociale ». Il suppose que c'est la raison pour laquelle Kobain « se terrait » dans sa maison. Last Days est produit sans difficultés par HBO, à la fois parce que c'est un film très peu onéreux, et ensuite parce que l'idée d'un projet sur Kurt Cobain plaît immédiatement à la chaîne.
Sur ces derniers films, Gus Van Sant cherche à travailler en restant à l'écoute de ses collaborateurs et des acteurs, au point qu'il semble « travaillé par un fantasme de dépossession qui lui fait souhaiter que le film s'organise hors de lui ». Dans Elephant, la scène où le personnage d'Alex joue du piano, « scène si centrale » du film, lui vient en entendant par hasard l'acteur Alex Frost en jouer. C'est l'acteur qui le persuade d'utiliser dans le film la Sonate au clair de lune. Dès Gerry, co-écrit avec les acteurs du film Matt Damon et Casey Affleck, il accroit la liberté qu'il offre à ses acteurs : il laisse l'histoire se transformer « au gré de l'état psychique de chacun », indique à ses acteurs d'où ils doivent partir dans le plan et où ils doivent arriver mais leur permet d'interrompre ou de modifier leur trajet. S'il choisit Michael Pitt pour Last Days, parce qu'il souhaite que Blake ressemble au personnage que Pitt incarnait dans Innocents: The Dreamers (cheveux courts et noirs, accent du New Jersey), l'acteur demande et obtient de porter des vêtements et de se coiffer comme Kurt Cobain, ce qui modifie les références que porte le film, le rend plus « identifiable ». Michael Pitt y est dirigé a minima par Gus Van Sant, qui le laisse créer son personnage.
Gus van Sant souhaite ensuite se rapprocher à nouveau d'Hollywood. Après avoir appris que Tom Hanks, dans une interview, avait déclaré beaucoup apprécier son œuvre, il contacte l'acteur qui lui propose d'adapter How Starbucks Saved My Life (en), livre où Michael Gates, un ancien publicitaire, raconte comment après son licenciement il a commencé à travailler comme serveur pour Starbucks, où il a pu se reconstruire. Le projet n'avançant pas en raison de problèmes de production, Gus Van Sant s'en détourne pour tenter de mettre en œuvre l'adaptation d'un roman de science-fiction d'Audrey Niffenegger, Le temps n'est rien. Le film doit être produit par New Line, mais est aussi retardé par des problèmes de production,.
Gus Van Sant participe ensuite au film collectif Paris, je t'aime dans lequel il signe le court métrage IVe siècle arrondissement : Le Marais. Ce court métrage, « assez anodin », lui donne l'occasion de filmer de nouveau le jeune Elias McConnell qui jouait dans Elephant trois ans auparavant, ainsi que de faire jouer la chanteuse Marianne Faithfull et Gaspard Ulliel qu'il a découvert dans le film d'André Téchiné Les Égarés.
En 2006, Gus Van Sant se trouve donc dans une période difficile où ses projets hollywoodiens s'enlisent. Il découvre le roman de Blake Nelson Paranoid Park, dont l'histoire, qui se déroule à Portland, traite du rapport d'adolescents à la mort, ce qui est proche du cycle cohérent formé par Gerry, Elephant et Last Days dont sort le réalisateur. Il vient de « retoucher » Mala Noche, son premier film, afin de lui assurer une distribution correcte en Europe, notamment en France, le pays où ses derniers longs métrages ont reçu le meilleur accueil. Le film est sélectionné au Festival de Cannes 2006, à la Quinzaine des réalisateurs. Il décide d'adapter Paranoid Park, ce qui lui permet de réaliser un projet similaire à Mala Noche : un film adapté d'un roman et tourné à Portland. La société française MK2, qui a distribué en France Gerry et Elephant avant de produire Last Days, produit également Paranoid Park, qui ne sort qu'en 2008.

### Un nouveau tournant

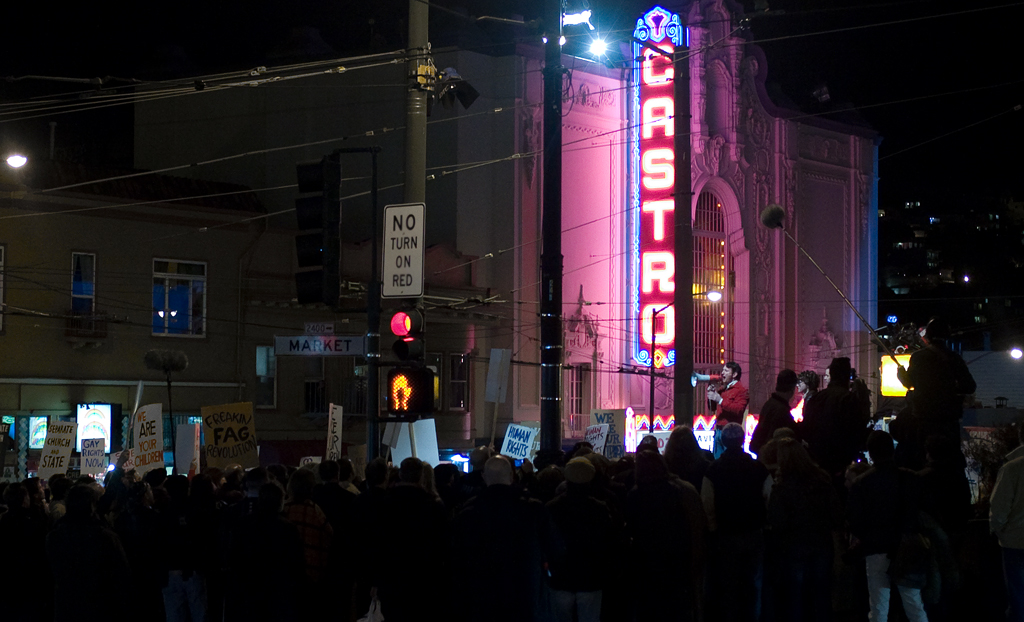
Tournage d' une scène dHarvey Milk, un projet que Gus Van Sant voulait réaliser depuis près de quinze ans.

Le film Harvey Milk marque un nouveau tournant dans la carrière de Gus Van Sant : si c'est un film orienté grand public, il ne s'agit pas d'une commande mais d'une œuvre personnelle que Van Sant désirait mener à bien depuis longtemps. Le retour du thème de l'homosexualité rappelle sa première période. Il s'agit d'un biopic consacré à l'homme politique du même nom. Le film est l'aboutissement du projet abandonné quelques années plus tôt. Le rôle-titre n'est plus confié à Robin Williams mais à Sean Penn. L'œuvre raconte alors l'ascension politique, à San Francisco, de Milk, fervent militant pour les droits civiques des homosexuels, assassiné en 1978. Gus Van Sant a déjà réalisé plusieurs films à partir d'événements réels : Prête à tout à partir d'un livre romançant une affaire réelle, Gerry dont l'idée est venue de la lecture d'un article sur la disparition de deux jeunes américains dans le désert, Elephant à partir de la fusillade de Columbine, Last Days sur le suicide de Kurt Cobain. Néanmoins, dans ces films, les faits réels étaient tenus à distance par des interprétations poétiques, des représentations différentes de la réalité. Le réalisateur n'y cherchait pas la représentation factuelle de la réalité, il voulait au contraire la dépasser pour mieux toucher à l'universel. Harvey Milk est un tournant dans son œuvre car Gus Van Sant tente d'y donner une image fidèle de faits de l'histoire nord-américaine récente, utilisant par exemple des images d'archives auxquelles il mêle de fausses archives reconstituées.
Harvey Milk rencontre un grand succès critique et public et reçoit huit nominations aux Oscars dont celles du meilleur film et du meilleur réalisateur. Lors de la 81e cérémonie, Sean Penn gagne finalement l'Oscar du meilleur acteur et Dustin Lance Black celui du meilleur scénario original, Gus Van Sant déclare publiquement que son expérience de tournage avec Sean Penn a été « incroyable ».
En 2011, son film suivant, Restless est sélectionné au Festival de Cannes dans la section Un certain regard dont il fait l'ouverture,.
En 2012, il tourne Promised Land, avec Matt Damon (ce dernier co-scénarise le film avec John Krasinski). Le film se concentre sur un sujet d'actualité : l'exploitation du gaz de schiste aux États-Unis, dans le contexte de la crise financière de la fin des années 2000, avec ses conséquences (pollution environnementale, toute-puissance des lobbies...).
En 2014, il aurait eu pour projet une adaptation du manga Death Note de Tsugumi Ōba et Takeshi Obata, mais le projet lui aurait finalement été retiré au profit d'Adam Wingard.
En 2014, il tourne Nos souvenirs, un drame sur les nombreux suicides par pendaison dans la forêt d'Aokigahara au Japon. Le film est sélectionné au Festival de Cannes 2015 en compétition officielle, où il est très mal reçu, hué lors des projections de presse. En 2018, il présente Don't Worry, He Won't Get Far on Foot, drame biographique inspiré de la vie de John Callahan, un tétraplégique alcoolique qui se lance avec succès dans le dessin de presse. Produit par Amazon studios, ce 17e long métrage ne suscite pas l'enthousiasme de la critique ni l'intérêt du public.

### Autres activités
Gus Van Sant s'intéresse également à la photo et à la musique. En 1992, il publie 108 Portraits, un recueil de photographies. Il en réalise d'autres pour les pochettes des albums Blood Sugar Sex Magik (1991) et Stadium Arcadium (2006) du groupe rock californien Red Hot Chili Peppers dont il est un temps le directeur artistique. En 1992, il réalise le clip de leur chanson Under the Bridge. En 2019, il photographie Zoë Kravitz pour le magazine britannique i-D.
Il a sorti deux albums de musique : Gus Van Sant et 18 Songs About Golf. Il a également repris Moon River, (chanson originale du film Diamants sur canapé d'Henry Mancini) dans l'album A Retrospective du groupe Pink Martini.
Le 23 septembre 2021, le réalisateur présente Trouble, son premier spectacle musical à Lisbonne avec pour thème la jeunesse d'Andy Warhol. La pièce est présentée dans plusieurs villes d'Europe en 2021 et 2022,.

## Analyse de l'œuvre

### Films ayant influencé son œuvre
Parmi les films qui ont influencé l'œuvre de Gus van Sant figure celui de Chantal Akerman, Jeanne Dielman, 23, quai du commerce, 1080 Bruxelles, sorti en 1975. Il l'a découvert peu de temps après sa sortie, alors qu'il faisait ses études dans une école d'art. Cette influence est tangible dans Last Days où il reprend le système de prise de vue du film d'Akerman : son chef-opérateur, Harris Savides, a en effet analysé le film et est arrivé à la conclusion que dans chaque pièce, une ou deux positions de caméra seulement sont utilisées. Si l'action revient dans une pièce qui a déjà été montrée à l'écran, les positions de caméra sont les mêmes que précédemment. Savides et Van Sant ont donc décidé d'utiliser le même dispositif sur l'ensemble de Last Days. Elephant est aussi très marqué par ce film : de même que Chantal Akerman montre l'ordinaire de la vie de Jeanne Dielman, où survient de manière soudaine un crime « qui pulvérise la reproduction routinière du même », le film de Gus Van Sant retrace la vie ordinaire des adolescents protagonistes du film jusqu'au massacre final.

### Personnages
Selon Stéphane Bouquet et Jean-Marc Lalanne, les questions que portent les personnages de Gus Van Sant sont celles relatives à l'origine (« D'où je viens ? ») et à l'identité (« Qui suis-je ? »). Ainsi les personnages de My Own Private Idaho vont en Italie à la recherche de la mère de Mike, tandis que ceux de Will Hunting ou À la rencontre de Forrester cherchent des figures paternelles. Certains personnages ajoutent à ces questions d'autres sur l'endroit où ils habitent et leur place dans le monde où ils vivent, comme ceux d'Elephant ou de Last Days. Un des très rares personnages à échapper à ces questionnements est Suzanne Stone, l'héroïne de Prête à tout, qui ne se pose aucune question, pensant savoir très précisément qui elle est et où elle se trouve ainsi que ce qu'elle veut (et étant justement « prête à tout » pour l'obtenir).
Les personnages masculins des films de Gus Van Sant sont extrêmement divers, tandis que chez les personnages féminins, Bouquet et Lalanne dégagent deux grandes tendances : la « poupée robotique » (ou « doll ») et la « fille marginale » (ou « freak »). La poupée robotique, dont la figure la plus représentative est Suzanne Stone, se retrouve aussi dans d'autres personnages : les jeunes filles d'Elephant qui ne s'arrêtent jamais de parler et vont, sans avoir besoin de se concerter, se faire vomir leur repas dans les toilettes dès qu'il est terminé, ou la petite amie du héros de Paranoid Park, qui ne sort avec lui que pour faire comme tout le monde « par pure conformité sociale, pour avoir un petit ami », et dont la parole est elle aussi tellement robotique qu'elle peut être recouverte par la musique du film. Cette poupée-robot n'est toutefois pas toujours totalement sous contrôle : sujette à l'anorexie, elle peut devenir hystérique si ses plans sont contrariés. Mais il semble que ne soit jamais totalement consciente « du vivant », dont une part lui échappe nécessairement.[pas clair]

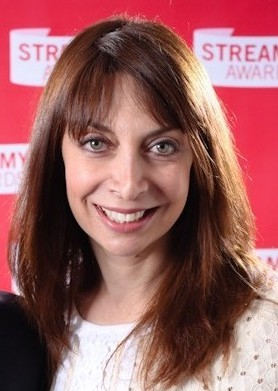
Illeana Douglas qui incarne la belle-sœur de Suzanne dans Prête à tout, un exemple de personnage de fille marginale.

À l'inverse, la fille marginale a souvent une conscience politique, ne ressemble pas à une « bimbo », mais peut souffrir de sa différence. Ce type de personnage est incarné par l'adolescente cultivée qui devient la meilleure amie du héros de Paranoid Park, ou la jeune responsable de la bibliothèque dans Elephant. Deux exemples de freak se trouvent aussi dans Prête à tout : l'adolescente mal dans sa peau qui fait partie du trio que filme Suzanne et Janice, et sa belle-sœur patineuse professionnelle. « Intéressante, intelligente, singulière », la fille marginale peut devenir une bonne amie du héros, atteindre ses buts (Janice intègre la troupe de Holiday on Ice) mais, contrairement à la poupée, elle semble privée de la capacité à susciter le désir sexuel.
Les personnages de Gus Van Sant peuvent être analysés par le rapport qu'ils entretiennent avec une obsession et leur capacité à s'en détacher. La monomanie est chez ce cinéaste une chose néfaste : Walt souffre de sa passion amoureuse dans Mala Noche, l'adolescent que Suzanne Stone séduit et qui restera irrémédiablement amoureux d'elle, même en prison, accepte d'assassiner son mari, Susanne elle-même va vers sa perte en essayant de devenir une star de la télévision sans voir que celui qui se fait passer pour un producteur est là pour la tuer... À l'inverse, les personnages de Gus Van Sant qui réussissent le mieux sont ceux qui savent se défaire d'une obsession, se trouver de nouveaux objectifs, tel Will Hunting, ou se défaire de ce qui les entrave comme le personnage principal de Paranoid Park. Les choix de ces personnages, leur « caméléonisme », leurs facultés d'adaptation peuvent être mis en parallèle avec la carrière de Gus Van Sant lui-même, réalisateur qui change régulièrement de style pour s'adapter à divers modes de production.

### Un cinéaste politique
Gus Van Sant est aussi un cinéaste dont l'œuvre, régulièrement, porte la marque d'une préoccupation politique. Il réalise en 1991 le court métrage Thanksgiving Prayer, mettant en scène William S. Burroughs, où l'écrivain dit des textes virulents à l'encontre des États-Unis tandis que défilent en surimpression des images des triomphes de ce pays (son drapeau, la conquête spatiale...). Il utilise le même procédé (et réemploie certaines de ces images) pour un autre court métrage, The Ballad of the Skeletons, en 1997, cette fois avec Allen Ginsberg. Son film Will Hunting, où le héros refuse un emploi lucratif à la NSA afin de ne pas être complice de crimes de guerre, peut être vu comme une réaction à la Guerre du Golfe et être rapproché des films de la « Nouvelle Gauche hollywoodienne » réalisés par exemple par Sean Penn ou George Clooney.

## Filmographie

### Réalisateur

#### Longs métrages
- 1985 : Mala Noche
- 1989 : Drugstore Cowboy
- 1991 : My Own Private Idaho
- 1993 : Even Cowgirls Get the Blues
- 1995 : Prête à tout (To Die For)
- 1997 : Will Hunting (Good Will Hunting)
- 1998 : Psycho
- 2000 : À la rencontre de Forrester (Finding Forrester)
- 2002 : Gerry
- 2003 : Elephant
- 2005 : Last Days
- 2007 : Paranoid Park
- 2008 : Harvey Milk
- 2011 : Restless
- 2012 : Promised Land
- 2015 : Nos souvenirs (The Sea of Trees)
- 2018 : Don't Worry, He Won't Get Far on Foot
- prochainement : Dead Man's Wire

#### Télévision
- 2011 : Boss, épisode 1 (série)
- 2017 : When We Rise, épisodes 1 et 2 (série)
- 2024 : Feud : Les Trahisons de Truman Capote (Feud: Capote vs The Swans), épisodes 1, 2, 3, 4, 6 et 8 (série)

#### Courts métrages
- 1967 : Fun with a Bloodroot (2 min 20 s, film couleur 8 mm)
- 1971 : The Happy Organ (20 min, film noir et blanc 16 mm)
- 1972 : Little Johnny (40 s, film noir et blanc 16 mm)
- 1973 : 1/2 of a Telephone Conversation (2 min, film noir et blanc 16 mm)
- 1975 : Late Morning Start (28 min, film couleur 16 mm)
- 1978 : The Discipline of DE (9 min, film noir et blanc 16 mm, adaptation d'une nouvelle de William S. Burroughs, relaté par Ken Shapiro)
- 1981 : Alice in Hollywood (45 min, film couleur 16 mm)
- 1982 : My Friend (3 min, film noir et blanc 16 mm)
- 1983 : Where'd She Go? (3 min, film couleur 16 mm)
- 1984 : Nightmare Typhoon (9 min, film noir et blanc 16 mm)
- 1984 : My New Friend (3 min, film couleur 16 mm)
- 1985 : Ken Death Gets Out of Jail (3 min, film noir et blanc 16 mm)
- 1986 : Five Ways to Kill Yourself (3 min, film noir et blanc 16 mm)
- 1991 : Thanksgiving Prayer (2 min, film couleur 35 mm, écrit par William S. Burroughs)
- 1996 : Four Boys in a Volvo (4 min, film couleur)
- 1997 : The Ballad of the Skeletons (avec Allen Ginsberg)
- 2006 : Paris, je t'aime – segment Le Marais
- 2007 : Chacun son cinéma – segment First Kiss
- 2008 : 8 – segment Reduce child mortality
- 2009 : Do easy

#### Clips vidéos
- 1990 : Fame '90 de David Bowie
- 1991 : I'm Seventeen de Tommy Conwell & The Young Rumblers
- 1992 : Under the Bridge des Red Hot Chili Peppers
- 1992 : Bang Bang Bang de Tracy Chapman
- 1992 : Runaway de Deee-Lite
- 1992 : Anal Torture de That Kid Art
- 1992 : The Last Song de Elton John
- 1993 : San Francisco Days de Chris Isaak
- 1993 : Just Keep Me Moving by K.d. lang
- 1993 : Creep (version alternative) de Stone Temple Pilots
- 1995 : Understanding de Candlebox
- 1998 : Weird des Hanson
- 2005 : Who Did You Think I Was? (turntable version) de John Mayer Trio
- 2007 : Desecration Smile des Red Hot Chili Peppers

### Producteur
- 1994 : Kids de Larry Clark
- 1999 : Speedway Junky (en) de Nickolas Perry (en)
- 2010 : Howl de Rob Epstein et Jeffrey Friedman
- 2012 : Revolution de Rob Stewart

## Spectacle musical
- 2021-2022 : Trouble, metteur en scène, tournée européenne (Portugal, Italie, Belgique, France...)

## Distinctions

### Récompenses
- 1991 : Coup de cœur LTC au Festival du cinéma américain de Deauville pour My Own Private Idaho
- 1999 : Razzie Awards du pire réalisateur et du pire remake ou suite pour Psycho[44]
- 2003 : Palme d'or et Prix de la mise en scène au 56e Festival de Cannes pour Elephant [45]
- 2007 : Prix du 60e anniversaire au Festival de Cannes 2007 pour Paranoid Park[46]
- 2013 : Mention spéciale du jury au 63e Festival de Berlin pour Promised Land

### Nominations
- Oscars 1998 : nomination à l'Oscar du meilleur réalisateur pour Will Hunting
- Césars 2004 : nomination au César du meilleur film étranger pour Elephant
- Oscars 2009 : nomination à l'Oscar du meilleur réalisateur pour Harvey Milk
- Césars 2010 : nomination au César du meilleur film étranger pour Harvey Milk

### Sélections
Festival de Cannes
- 2003 : sélection officielle, en compétition, pour Elephant
- 2005 : sélection officielle, en compétition, pour Last Days
- 2006 : sélection à la Quinzaine des réalisateurs pour Mala Noche[25]
- 2007 : sélection officielle, en compétition, pour Paranoid Park
- 2011 : sélection à Un Certain regard pour Restless
- 2015 : sélection officielle, en compétition, pour Nos souvenirs

Mostra de Venise

- 1991 : sélection officielle, en compétition, pour My Own Private Idaho

Festival de Berlin
- 1998 : sélection officielle, en compétition, pour Will Hunting
- 2013 : sélection officielle, en compétition, pour Promised Land